# 夢の旅人 (ポール・マッカートニー&ウイングスの曲)
「夢の旅人」（ゆめのたびびと、原題 : Mull of Kintyre）は、1977年に発売されたポール・マッカートニー&ウイングスの楽曲。ポール・マッカートニーとデニー・レインによって書かれた楽曲で、歌詞はスコットランド西部に位置するキンタイア岬に敬意を表したもの。1977年11月11日に「ガールズ・スクール」との両A面シングルとして発売され、ベスト・アルバム『ウイングス・グレイテスト・ヒッツ』に収録された。その後も「ポール・マッカートニー・コレクションシリーズ」のCD『ロンドン・タウン』、ベスト・アルバム『オール・ザ・ベスト』『夢の翼〜ヒッツ&ヒストリー〜』『ピュア・マッカートニー〜オール・タイム・ベスト』にも収録された。

## 背景
「夢の旅人」は、少なくとも1974年には作り始められており、海賊盤『The Piano Tape』として知られている、ホーム・デモ・レコーディングの中で登場している。本作はスコティッシュ・ワルツの形式で、後半からバグパイプも登場するなどしている。なお、マッカートニーのボーカルとアコースティック・ギターは、屋外で録音された。バグパイプは、楽曲のスコットランドらしさを出すために加えられたもので、演奏を地元のスコティッシュ・バンド、キャンベルタウン・パイプ・バンドのリーダー、トニー・ウィルソンに依頼した。ところが出来上がっていた曲のキーがAに対して、バグパイプのキーはB♭またはE♭であり、どのように合わせるか試行錯誤が行われた。結局バグパイプが入る位置で転調することで解決したが、これがこの曲をさらに印象的なものにした。なお、バグパイプの演奏やポールの ボーカル、アコースティック・ギターは、自然のエコーを取り入れるために屋外で録音された。
本作の最初のヴァースは、リフレインになっていて、キンタイア岬の自然の美しさを賛辞している。本作についてマッカートニーは「僕はスコットランドが大好きだから、僕らが暮らしている場所についての曲にしようと思ったんだ。これはラヴソングだ。僕らがその場所で暮らしてどんなに楽しかったのか、そして旅をしていてもその場所に帰りたいということをずっと想像していたんだ」と語っている。
本作は、ヴァージン諸島やアビー・ロード・スタジオにてアルバム『ロンドン・タウン』のレコーディング・セッションを行っていた時期に制作された。なお、アルバムのレコーディング・セッションは、リンダ・マッカートニーが息子のジェイムズ・マッカートニーを妊娠したことで中断し、同時期にギターのジミー・マカロックとドラムスのジョー・イングリッシュが脱退した。

## 反響
イギリスではクリスマス商戦により、全英シングルチャートで9週連続1位を獲得した。オフィシャル・チャーツ・カンパニーの調べで、本作はクリスマス・レコードの中でバンド・エイドの『ドゥ・ゼイ・ノウ・イッツ・クリスマス』に次ぐ、歴代2位の売り上げを記録し、かつてビートルズがイギリスでの最多売上記録を有していた『シー・ラヴズ・ユー』を抜いて208万枚（2019年12月時点）を記録した。
その一方で、アメリカでは「ガールズ・スクール」のみがA面扱いとなり、「ガールズ・スクール」が『ビルボード』誌のHot 100で最高位33位、本作がアダルト・コンテンポラリー・チャートで最高位45位という結果だった。
カナダの『RPM』誌のシングルチャートでは、1978年1月14日付のチャートで両A面シングルとして最高位44位を記録。同誌のアダルト・コンテンポラリー・チャートでは、本作単体で最高位30位（1978年3月18日付のチャート）を記録。

## クレジット
※出典（特記を除く）
- ポール・マッカートニー - ボーカル、アコースティック・ギター[3]
- リンダ・マッカートニー - バッキング・ボーカル
- デニー・レイン - ギター、バッキング・ボーカル
- ジョー・イングリッシュ - ドラム
- キャンベルタウン・パイプ・バンド - バグパイプ
  - ジミー・マクギーシー - ドラム[14]

## ライブでの演奏
本作は、1979年のウイングスのイギリスツアーで披露されて以降、1990年6月23日のスコットランドグラスゴーでの公演、1993年・2002年・2005年・2010年・2012年・2013年・2015年・2017年のオーストラリアとニュージーランド、カナダでの公演でしか演奏されていない。
なお、本作のリフレイン部分は、1998年6月のリンダの葬儀でも演奏された。

## チャート成績

### 週間チャート
| チャート (1977年 - 1978年)                                       | 最高位 |
| ---------------------------------------------------------------- | ------ |
| オーストラリア (Kent Music Report)                               | 1      |
| オーストリア (Ö3 Austria Top 40)                                 | 1      |
| ベルギー (Ultratop 50 Flanders)                                  | 1      |
| ベルギー (Ultratop 50 Wallonia)                                  | 20     |
| Canada Adult Contemporary (RPM)                                  | 30     |
| - Canada Top Singles (RPM) - 「ガールズ・スクール」との両A面扱い | 44     |
| オランダ (Single Top 100)                                        | 1      |
| ドイツ (GfK Entertainment charts)                                | 1      |
| アイルランド (IRMA)                                              | 1      |
| 日本 (オリコン)                                                  | 69     |
| ニュージーランド (Recorded Music NZ)                             | 1      |
| ノルウェー (VG-lista)                                            | 2      |
| 南アフリカ (Springbok Radio)                                     | 1      |
| スペイン (AFE)                                                   | 5      |
| スウェーデン (Sverigetopplistan)                                 | 14     |
| スイス (Schweizer Hitparade)                                     | 1      |
| UK シングルス (OCC) 「ガールズ・スクール」との両A面扱い          | 1      |
| US Adult Contemporary (Billboard)                                | 45     |

### 年間チャート
| チャート (1977年)                    | 順位 |
| ------------------------------------ | ---- |
| オーストラリア (Kent Music Report)   | 20   |
| UK Singles (Official Charts Company) | 1    |

| チャート (1978年)                    | 順位 |
| ------------------------------------ | ---- |
| オーケストラ (Kent Music Report)     | 2    |
| ニュージーランド (Recorded Music NZ) | 3    |
| 南アフリカ                           | 5    |
| スイス (Schweizer Hitparade)         | 4    |

## 認定
| 国/地域                                             | 認定        | 認定/売上数 |
| --------------------------------------------------- | ----------- | ----------- |
| ベルギー (BEA)                                      | Gold        | 100,000*    |
| ドイツ (BVMI)                                       | Gold        | 500,000^    |
| アイルランド (IRMA)                                 | 2× Platinum | 100,000^    |
| イギリス (BPI)                                      | 2× Platinum | 2,080,000   |
| * 認定のみに基づく売上数 ^ 認定のみに基づく出荷枚数 |             |             |